# Karol Koczy
Karol Koczy (ur. 2 sierpnia 1932 w Radlinie, zm. 12 lutego 2015 w Szczecinie) – polski germanista, literaturoznawca, pedagog, tłumacz poezji i prozy niemieckiej, zasłużony dla rozwoju germanistyki w Polsce.

## Życiorys
Absolwent filologii germańskiej na Uniwersytecie Wrocławskim (1956) i pedagogiki na Uniwersytecie im. Adama Mickiewicza w Poznaniu (1971). Po studiach pracował jako nauczyciel języka niemieckiego i angielskiego w szkołach podstawowych i średnich Szczecina (1956–1975). Od 1958 roku był lektorem języka niemieckiego na Politechnice Szczecińskiej.
W 1971 roku doktoryzował się z literatury niemieckiej na Uniwersytecie Wrocławskim. Rok później został powołany na stanowisko docenta. Przyczynił się do powstania Katedry Germanistyki na Uniwersytecie Śląskim, którą kierował latach 1975–1983.
W roku 1983 został pierwszym kierownikiem Zakładu (później Katedry) Filologii Germańskiej Wyższej Szkoły Pedagogicznej w Szczecinie. Tworzył od podstaw germanistykę w Szczecinie. W 1987 roku, a więc dwa lata po przekształceniu WSP w Uniwersytet Szczeciński, Katedra została przemianowana na Instytut Filologii Germańskiej. Pracując w Szczecinie zapraszał na uczelnię wybitnych przedstawicieli niemieckiej nauki i kultury, jeździł też ze studentami na spotkania do Niemiec. Był współtwórcą Szkoły Letniej dla studentów germanistyki w Akademii Sankelmark (Schleswig–Holsztyn). W Instytucie organizowano uroczystość wręczenia tzw. „małego nobla”, nagrody dla wybitnych pisarzy niemieckich, którzy nie otrzymali „prawdziwej” nagrody Nobla. Założył działające do dziś czasopismo naukowe „Colloquia Germanica Stetinesia”. Docent Koczy pełnił funkcję dyrektora Instytutu do roku 1992. Nadal pracował w Instytucie jako kierownik Zakładu Literatury Powszechnej. Po przejściu na emeryturę został zatrudniony jako profesor w szczecińskiej uczelni Collegium Balticum.
Był współzałożycielem Nauczycielskich Kolegiów Języka Niemieckiego i Języka Angielskiego przy Uniwersytecie Szczecińskim.

## Osiągnięcia naukowe i dydaktyczne
W swoich badaniach zajmował się problematyką wojenną w literaturze niemieckiej XX wieku, twórczością Gerharda Hauptmanna, Güntera Grassa, Johannesa Bobrowskiego. Jego zainteresowania badawcze i publikacje dotyczyły też nauczania języka niemieckiego w Polsce. Był współautorem podręczników szkolnych do nauki języka niemieckiego (m.in. „Anfang und Fortschritt”).

### Ważniejsze publikacje
- Hauptmanniana. Katowice: Śląsk, 1971.
- Metodyka nauczania języka niemieckiego. Warszawa: PWN, 1980 (współaut. Ludwik Grochowski).
- Mała pochwała wielkiego Grassa. Szczecin: Wydawnictwo Foka, 1999.

## Nagrody i odznaczenia
Za działalność pedagogiczną i organizacyjną otrzymał m.in.: Krzyż Kawalerski Orderu Odrodzenia Polski (1989), Medal Komisji Edukacji Narodowej (1991), odznakę Zasłużony Popularyzator Wiedzy TWP (1989). Został uhonorowany najwyższym odznaczeniem Niemiec: Orderem Zasługi Republiki Federalnej Niemiec.  Uroczystość nadania Orderu odbyła się 26.4.2012 w sali Senatu Uniwersytetu Szczecińskiego z udziałem ambasadora RFN oraz Rektora Uniwersytetu Szczecińskiego.